# Douglas (ur. 1987)
Dyanfres Douglas Chagas Matos (ur. 30 grudnia 1987) – brazylijski piłkarz występujący na pozycji napastnika.

## Kariera klubowa
Od 2008 roku występował w klubach Madureira, Figueirense, Tokushima Vortis, Kyoto Sanga FC, Sanfrecce Hiroszima i Al-Ain. W 2018 przeszedł do Alanyasporu.